# Hunseby Sogn
Hunseby Sogn 
ist eine Kirchspielsgemeinde (dän.: Sogn)
auf der Insel Lolland im südlichen Dänemark.
Bis 1970 gehörte sie zur Harde Musse Herred im damaligen Maribo Amt, danach zur Maribo Kommune im Storstrøms Amt, die im Zuge der  Kommunalreform zum 1. Januar 2007 in der Lolland Kommune in der Region Sjælland aufgegangen ist.
Im Kirchspiel leben 1942 Einwohner, davon 384 im Kirchdorf (Stand: 1. Januar 2023).
Im Kirchspiel liegt die Kirche „Hunseby Kirke“.
Nachbargemeinden sind im Nordwesten Bandholm Sogn, im Westen Østofte Sogn und im Süden Maribo Domsogn, ferner in der östlich benachbarten Guldborgsund Kommune Engestofte Sogn und Våbensted Sogn.